# Kampfgemeinschaft gegen den Faschismus
Die Kampfgemeinschaft gegen den Faschismus (KGF) war nach dem Zweiten Weltkrieg in Bremen eine politische Organisation von Vertretern der linken Parteien.

## Gründung
Mit dem Kriegsende gründeten sich in Deutschland antifaschistische Organisationen, die ihren Ursprung in der Illegalität des Dritten Reiches hatten. Während im von der Sowjetunion besetzten Teil Politische Parteien und Organisationen zugelassen wurden, war dies im Westteil noch nicht möglich. Dies galt auch für Gewerkschaften. Am 3. Mai 1945 konstituierte sich in Bremen im Elternhaus von Hermann Gautier die KGF und bestimmte den zehnköpfigen Vorstand. Sie bestand anfangs aus 23 Mitgliedern. Die KPD war im Vorstand mit Hermann Wolters und Georg Buckendahl vertreten. Adolf Ehlers, der am Ende der Weimarer Republik der KPO angehört hatte und Franz Cavier (SAP) waren vorher KPD-Mitglieder gewesen und schlossen sich bald der KPD Bremen an. Daneben gehörte dem Vorstand Mitglieder der SPD und des ISK an.

## Selbstverständnis
Die KGF sollte eine politische Zweckorganisation sein, um die Arbeit später zuzulassender Organisationen vorzubereiten. Ihre Forderungen zielten vor allem auf die Unternehmen ab. Zu den wichtigsten Forderungen gehörten u. a. die Wiedergründung und Anerkennung betrieblicher Ausschüsse als Interessenvertretung der Belegschaften, die Abschaffung des Arbeitsordnungsgesetzes (AOG) sowie die Entlassung von alten DAF-Funktionären. Ebenso verfolgten sie als Ziel die Wahlen von Betriebsräten.

## Organisation
Ehlers und Wolters hatten am 29. April 1945 den Kommandanten der britischen Besatzungstruppen besucht und als „Führer der Arbeiterbewegung in Bremen“ um die Genehmigung zur Gründung der KGF gebeten, die von den Besatzungsbehörden auch erteilt wurde.
Die KGF gab mit Der Aufbau, Organ der Kampfgemeinschaft gegen den Faschismus seit dem 6. Mai 1945 eine eigene Informationsschrift heraus. Die KGF hatte zwei Wochen nach der Gründung in Bremen 14 Ortsgruppen mit 4265 Mitgliedern und 14 Ortsgruppen aus Stadtrand- und Umlandgemeinden. Nach eigenen Angaben hatte die KGF im Mai 1945 knapp 6500 Mitglieder.
Die KGF wurde durch die KPD dominiert. Die KPD stellte 102 Delegierte der ersten KGF-Bezirkskonferenz im Juli 1945, die SPD 45, 12 aus SAP, KPO und ISK und 26 Delegierte gaben keine Parteizugehörigkeit an.
Mit der Zulassung von KPD und SPD in Bremen am 20. Oktober 1945 begann die Diskussion um die Zukunft der KGF. Aus Sicht der KPD war die KGF ein Instrument, auf eine Sozialistische Einheitspartei hinzuwirken. Während eine derartige Einheitspartei zunächst Sympathien bei beiden Parteien genoss, hatte sich Anfang Oktober 1945 in der SPD unter dem Eindruck der zunehmenden Repression in der SBZ, die zur Zwangsvereinigung von SPD und KPD führte, eine breite Mehrheit gegen die Vereinigung ausgesprochen. Die KGF löste sich auf ihrer zweiten Bezirkskonferenz am 16. Dezember 1945 auf.
Die kommunistische Mehrheit der Delegierten forderte auf dieser Konferenz erneut die sofortige Bildung der Einheitspartei.

## Bekannte Mitglieder
- Georg Buckendahl, KPD
- Franz Cavier, SAP
- Adolf Ehlers, SPD
- August Enderle, SPD
- Hermann Gautier, KPD
- Hans Meier (Widerstandskämpfer), KPD
- Wilhelm Meyer-Buer, KPD
- Alfred Nawrath, Präsident
- Heinrich Nolte, KPD
- Walter Oldehoff, KPD
- Frieda Paul, ISK
- Fritz Paul, ISK
- Käthe Popall, KPD
- Hermann Prüser, KPD
- Max Schimmeck, KPD
- Emil Theil, SPD
- Hermann Wolters, KPD